# Tricholoma sejunctum
Jaunet, Tricholome disjoint
Espèce
Synonymes
- Agaricus sejunctus Sowerby, 1799 (basionyme)[1]
- Melanoleuca sejuncta (Sowerby) Murrill, 1914[1]
- Agaricus leucoxanthus var. sejunctus (Sowerby) Pers., 1828[1]
- Gyrophila sejuncta (Sowerby) Quél., 1886[1]

Tricholoma sejunctum, le Jaunet ou Tricholome disjoint , est une espèce de champignons (Fungi) de la famille des Tricholomataceae et du genre Tricholoma. Il s'agit d'un champignon  au chapeau généralement coloré d'un jaune-verdâtre mais pouvant prendre de nombreuses autres teintes différentes. Il se distingue par son chapeau souvent fendu à la cuticule visqueuse ornée de nettes fibrilles brunes et au centre coloré de noir, ses lames blanches, son pied lisse et fibrilleux et son goût amère. Il présente un large spectre de biotope plus ou moins caractérisable suivant les variétés. Considéré comme non comestible par les mycologues français, il est tout de même consommé en Chine et au Mexique.

## Description

### Macroscopie

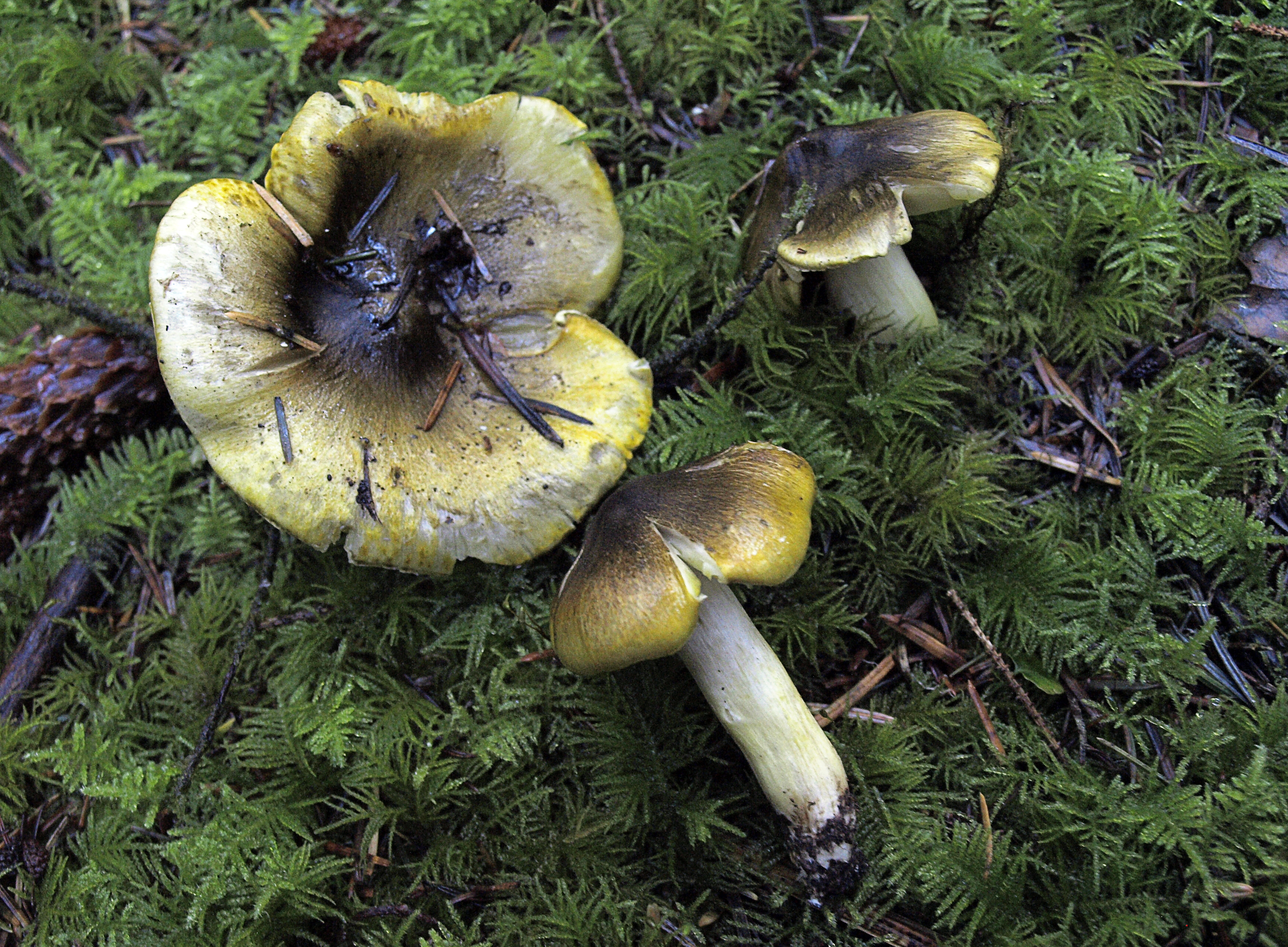
Tricholoma sejunctum (Californie, USA)

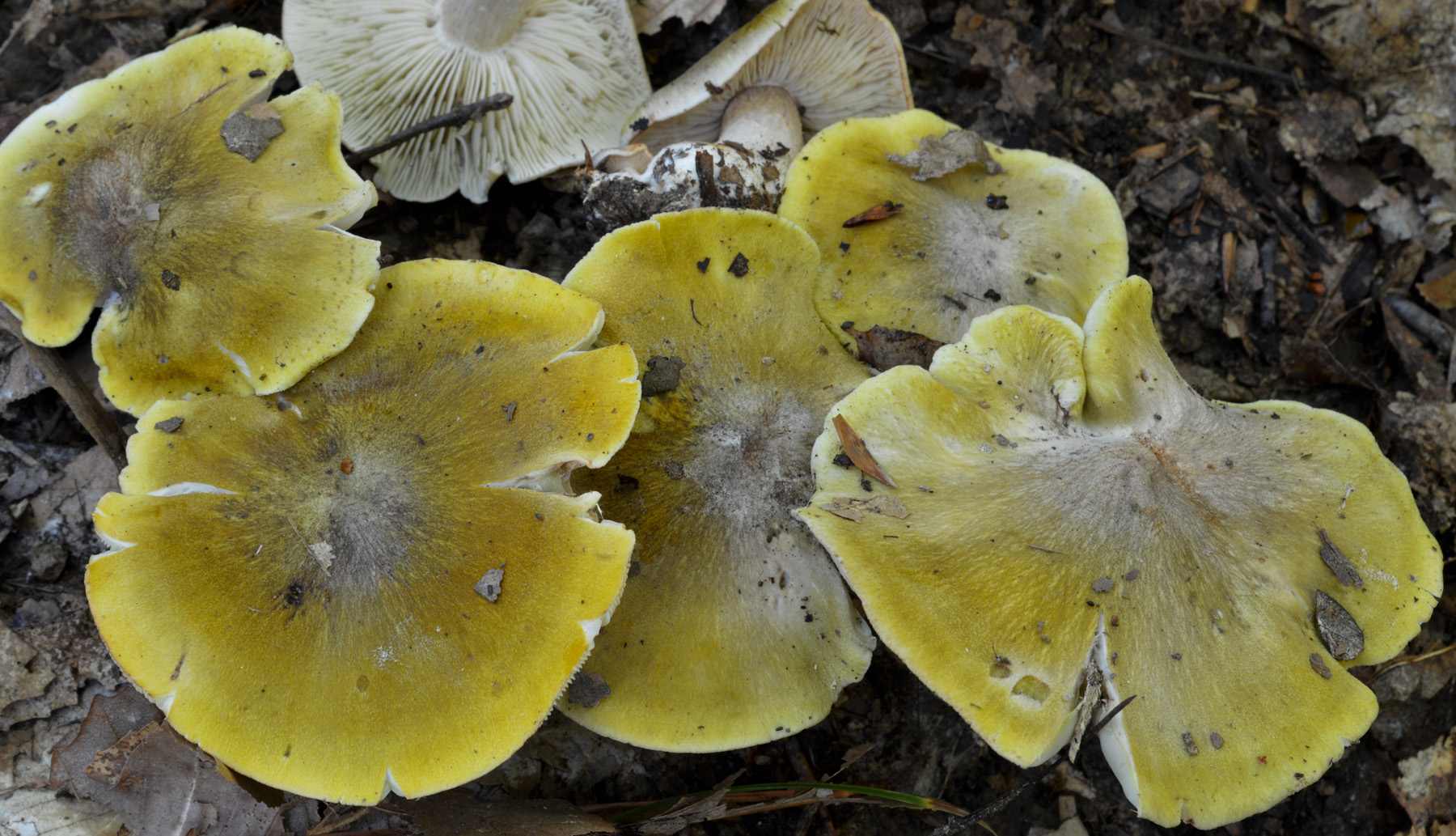
Tricholoma sejunctum

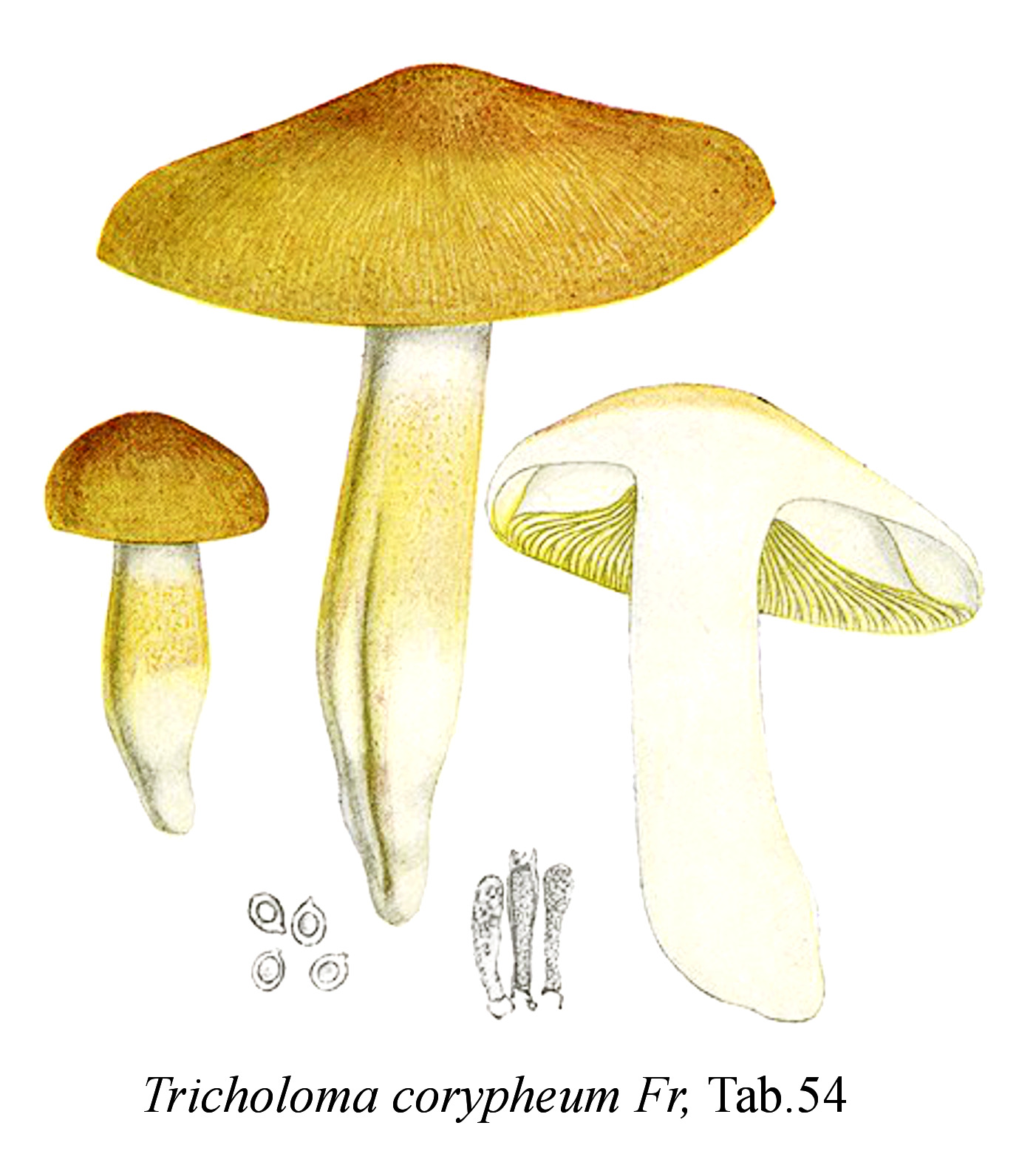
Tricholoma sejunctum var. coryphaeum

Tricholoma sejunctum présente un chapeau de 30 à 100 mm de diamètre, conique-obtus dans sa jeunesse, puis s'aplatissant en vieillissant et présentant parfois un mamelon central. Sa cuticule, lisse et visqueuse par temps humide, est ornée de nettes et fines fibrilles radiales brunes sur fond gris olive à jaune olive voire brunâtre. Son centre, souvent plus sombre, est finement squamuleux. Sa marge, plus claire, parfois crème, est longtemps enroulée et s'ondule avec le temps. Sa chair est blanchâtre, jaune verdâtre sous la cuticule, généralement mince, mais épaisse au centre. Elle exhale un parfum de farine et présente une saveur du même acabits mais plus ou moins amère voire astringente. Ses lames échancrées, larges, sont blanchâtres au début, puis crème à jaunâtre vers le bord du chapeau. Le pied, mesurant de 40 à 130 mm de long  pour 8 à 25 mm de diamètre, est cylindrique ou un peu clavé et présente une base radicante parfois colorée de rose. Sa surface est fibrilleuse, blanche, parfois tachée de jaune vert dans sa vieillesse,,,.

### Microscopie
Les spores du Tricholome disjoint, arrondies à largement elliptiques, sont lisses, hyalines et guttulées. Elles mesurent de 4,8 à 7 μm de long par 4.3 à 5,6 μm de large. Comme tous les Tricholomes, sa sporée est blanche.
Ses basides de morphologie classiques portent leurs spores par quatre et ne sont pas bouclées. Cette espèce ne présente pas de cystides,,.

## Taxonomie

### Étymologie
Son épithète spécifique, sejunctum, provient du latin segungere (« séparer ») en raison du caractère fissile du chapeau de cette espèce ou, à tout le moins, plurilobé.
En français, il est indifféremment nommé de son nom vulgarisé « Tricholome disjoint » et de son nom vernaculaire « Jaunet ».

### Variétés et formes
Sous le nom de T. sejunctum figurent toute une série de formes et de variétés nombre d'entre elles ayant été décrites par Marcel Bon depuis la France. Ces sous-taxons ne se distinguent pas microscopiquement et tous ont en commun une odeur et une saveur farineuses ainsi qu'une chair plus ou moins amère. Seules des variations écologiques ou de couleurs les séparent.

#### Variétés
- Tricholoma sejunctum var. sejunctum
- Tricholoma sejunctum var. coniferarum Bon, 1976
- Tricholoma sejunctum var. coryphaeum (Fr.) A. Pearson & Dennis, 1948
- Tricholoma sejunctum var. fagetorum Bon & Boutev., 1976
- Tricholoma sejunctum var. friesii K. Krieg., 1927
- Tricholoma sejunctum var. leucoxantha Secr. ex Sacc., 1887
- Tricholoma sejunctum var. rubroscabrum K. Krieg., 1927
- Tricholoma sejunctum var. squamuliferum Pilát ex Bon, 1976
- Tricholoma sejunctum var. subdulce Maire, 1937
- Tricholoma sejunctum var. zvarae (Velen.) Sebek, 1962

#### Formes
- Tricholoma sejunctum f. sejunctum
- Tricholoma sejunctum f. albidum Bon ex Contu, 2006
- Tricholoma sejunctum f. pallidum Bon, 1990

## Espèces proches
D'un point de vue général Tricholoma sejunctum se distingue par son chapeau fibrilleux coloré de noir au centre, ses lames blanches, son pied lisse et fibrilleux et son goût amère,.
Le chapeau du Tricholome disjoint rappelle par sa couleur vert-jaune et ses fibrilles Amanita phalloides, avec
laquelle il est parfois confondu. Les formes et variétés à chapeaux jaune vif ou teintés d'orangé peuvent également être confondues avec T. arvernense, T. equestre, T. auratum, T. fucatum ou T. luridum. La variété grise coniferaum se rapproche de Tricholoma portentosum et s'en distingue par son pied coloré de rose. Les variété pâles peuvent être confondues avec T. umbonatum ou T. columbetta.
Au Québec, cette espèce est souvent confondue avec Tricholoma subsejunctum et sa présence reste à démontrer.

## Écologie
Le Jaunet pousse de façon isolée ou en troupe en été comme en automne dans les sous-bois de feuillus et de conifères ainsi que dans les forêts mixtes. Ectomycorhizien, il est principalement associé aux Chênes, au Hêtre, à l'Épicéa et aux Pins. La variété grise coniferum est plus spécifique au Pin sylvestre.
Tricholoma sejunctum est présent sur l'ensemble de l'écozone holarctique, à savoir l'Amérique du Nord, l'Europe, l'Afrique du Nord et l'Asie. En Belgique, il est considéré comme une espèce en danger critique d'extinction.

## Comestibilité
Le Jaunet est considéré comme non-comestible par les mycologues français. Il est cependant consommé en Chine et au Mexique